# 国立开拓者中学
国立开拓者中学是一所位于美国俄亥俄州New Paris的公立高中，属于K-12完全学校，建立于1968年。该校是当地学区的唯一的高中。吉祥物是开拓者，现任校长是 Mike Harrison。学校简称NTHS，昵称Blazer，学校代表颜色是橙色和棕色。
为了纪念National Road的修建，开路者们建立了这所学校。
学校大约有400名学生，白人占绝大多数。学校共两层楼，一楼主要是活动区，二楼主要是教学区。学校体育有田径、越野跑、美式橄榄球、棒球、足球、篮球、排球、垒球和高尔夫。学校的越野跑和田径曾多次进入州赛。学校同时也是俄亥俄州高中体育协会的成员。学校活动有乐队、合唱、舞蹈、戏剧、艺术、农业等。学校组织有National Honor Society，FFA，Renaissance Club，Foundation等。
该校接收来自普雷布尔县和印第安纳州里士满的居民子女入学。

## 著名校友
- 崔維斯·米勒，美國職棒大聯盟明尼蘇達雙城隊退役投手